# Довск
Довск (бел. Доўск) — агрогородок в Рогачёвском районе Гомельской области Беларуси. Административный центр Довского сельсовета. Около агрогородка расположены месторождения глины. На востоке и западе граничит с лесом.

## География

### Расположение
В 31 км на северо-восток от районного центра и железнодорожной станции Рогачёв (на линии Могилёв — Жлобин), 80 км от Гомеля.

## Транспортная система
Расположен на пересечении двух крупных автодорог Могилёв — Гомель (Санкт-Петербург-Одесса) и Бобруйск — Москва. Планировка состоит из двусторонней, преимущественно деревянной застройки. Более плотно застроенный участок вдоль автодороги Рогачёв — Довск.

## История
Обнаруженный археологами курганный могильник (27 насыпей, на юго-западной окраине) свидетельствует о заселении этих мест с давних времён.

### XVIII век
После 1-го раздела Речи Посполитой (1772 год) в составе Российской империи.

### XIX век
В 1850 году через деревню прошло шоссе Санкт-Петербург — Киев.
По ревизии 1858 года владение помещика лейб-гвардии порутчика Дмитрия Павловича Турчанинова, которому также принадлежали соседние местечко Свержень и деревни Серебрянка, Юдичи, Сипоровка, Борхов.
В 1860 г. почтовая станция перенесена в Довск из д. Ямное, так как она находилась на перекрёстке торговых путей.
Все исторические личности останавливались в здании почтовой станции, сохранившийся до наших дней на перекрестке дорог(будет музей)
В 1864 году в центре деревни на месте старой церкви (известной с 1836 года) построена кирпичная Свято-Покровская церковь (сейчас памятник архитектуры), куда и перенесен центр духовной жизни из д. Малашковичи.
В 1860 г. здесь был священнослужитель Антоний Юркевич.
С 1876 года действовало предприятие по производству сахара. Помещик владел здесь 829 десятинами земли и трактиром.
С 1879 года работали круподёрка и хлебозапасный магазин.
Центр Довской волости (до 9 мая 1923 года), в состав которой в 1890 году входили 52 селения с 1966 дворами, а в 1910 году — 91 населённый пункт с 2766 дворами.
В 1898 году сельскохозяйственное товарищество Рогачёвского уезда организовало в Довске выставку жеребцов (170 экземпляров, 50 из них отмечены медалями).

### XX век
В 1909 году 918 десятин земли. Неподалёку находился хутор Довск (он же Минина), 180 десятин земли, а также почтовая станция 252 десятины земли и усадьба Новый Мир, где размещалось Довское волостное управление. Действовали 4 винокурни, почтово-телеграфный пункт, школа, приёмный покой, винный магазин.
В бою против польских войск в 1920 году погибли 12 красноармейцев (похоронены в двух братских могилах на кладбище).
С 3 марта 1924 года в Могилёвском округе БССР.
С 20 августа 1924 года центр Довского сельсовета Журавичского, с 8 июля 1931 года Рогачёвского, с 12 февраля 1935 года Довского, с 5 апреля 1935 года Журавичского, с 17 декабря 1956 года Рогачёвского районов Могилёвского (до 26 июля 1930 года) округа, с 20 февраля 1938 года Гомельской области.
В 1930 году организован колхоз имени К. Е. Ворошилова, работала кузница.
В 1935 году закрыта церковь Покрова Пресвятой Богородицы.
В сентябре 1940 года на поле у Довска производился главный смотр войск и построение танков во время учений Западного военного округа. На этом же поле в 1914—1926 годах приземлялись первые самолёты при перелётах Одесса-Санкт-Петербург.
4 июля 1941 года в здании нынешней почты был арестован генерал армии Дмитрий Павлов, в начале войны командовавший Западным фронтом. В одной из хат по улице Московской производились его предварительные допросы.
Утром 13 августа 1941 года немецкие войска захватили деревню. Они создали 2 лагеря военнопленных, а в строении бывшей МТС разместили периферийную команду тайной полиции. Комендантом Довска был Шварц. Переводчицей на допросах заключенных — Романова Ольга. Партизаны освободили рабочую команду лагеря военнопленных в Довске, а в бою против гарнизона Старого Довска захватили 3 пулемёта, 26 винтовок и освободили 48 пленных. Каратели в марте 1943 года убили 59 жителей Довска и соседних деревень (похоронены на кладбище жертв фашизма в центре деревни), а в ноябре 1943 года сожгли 12 дворов и убили 116 жителей. В боях за деревню и окрестности погибли 138 советских солдат, в их числе Герой Советского Союза П. А. Данилов (похоронены в братской могиле в центре деревни). 46 жителей не вернулись с фронтов.
В 1975 году в деревню переселились жители соседнего посёлка Яновка. Центр Гомельской областной сельскохозяйственной исследовательской станции с экспериментальной базой «Довск». Располагаются Рогачёвская межрайонная станция искусственного осеменения животных, асфальтобитумный, кирпичный и молочный заводы, хлебозавод, цех безалкогольных напитков Довского потребительского товарищества, автозаправочная станция, швейная и сапожная мастерские, средняя школа (при ней действует историко-краеведческий музей), музыкальная школа, Дом культуры, 2 библиотеки, детские ясли-сад, больница, аптека, 3 отделения связи, 8 магазинов, 3 столовые, 2 кафе, ресторан, гостиница.
В 2003 году в Довске был установлен памятный крест о временах голодомора 1932-1933 годов. Инициатором выступил белорусский писатель Виталий Ищенко. В 2018 году памятный знак был реконструирован, на торжественных мероприятиях памяти было высокое присутсвие посольства Украины в Беларуси.  
В начале 2015 года в Довске остались только один участок Белтелеком, автозаправочная станция, Центр Гомельской областной сельскохозяйственной исследовательской станции с экспериментальной базой «Довск». В больнице работает терапевтическое отделение на 30 мест и хоспис на 20 мест.
В состав Довского сельсовета входили до 1969 года деревня Старая Серебрянка, до 1975 года городской посёлок Яновка (в настоящее время не существуют).

## Население
- 1858 год — 26 дворов, 180 жителей
- 1909 год — 62 двора, 489 жителей; на хуторе Довск (он же Минина) 4 двора, 10 жителей; на почтовой станции 32 двора, 192 жителя
- 1940 год — 331 двор, 1303 жителя
- 1959 год — 993 жителя (согласно переписи)
- 2004 год — 731 хозяйство, 1841 житель
- 2019 год — 775 хозяйств, 1754 жителей[5]

## Культура
- Дом культуры
- Музей ГУО «Довская средняя школа»
- Музей православия. Действует при Храме Покрова Пресвятой Богородицы

## События и мероприятия
- Районный праздник «ЯблыкФЭСТ» (19 августа 2025).

## Достопримечательность
- Братская могила жертв фашизма
- Братская могила советских воинов
- Храм Покрова Пресвятой Богородицы (1863—1864 гг.), ул. Московская, 6 —  Историко-культурная ценность Республики Беларусь, шифр 313Г000617

## Галерея

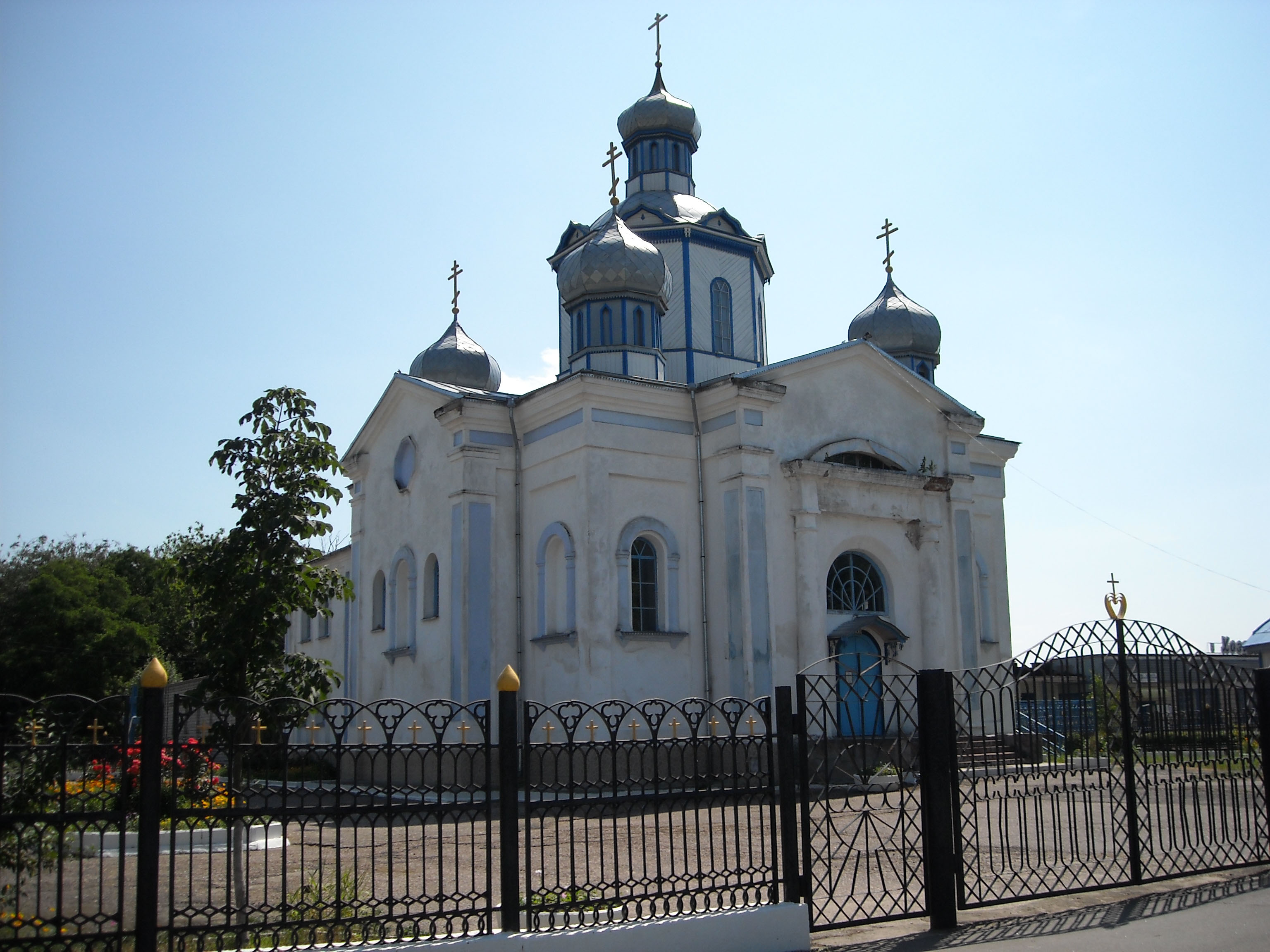
Храм Покрова Пресвятой Богородицы

## Известные уроженцы
- Козловский, Евгений Александрович (1929—2022) — Министр геологии СССР
- Михеенко, Михаил Макарович (1937—1998) — советский и украинский правовед.